# Deutz MTH 222
Der Deutz MTH 222 ist ein Schlepper, den die Motorenfabrik Deutz von 1927 bis 1930 in Köln herstellte. Es ist der erste Dieselschlepper dieses Herstellers. Insgesamt wurden 540 Stück gebaut. Als Zugmaschine für den Ackerbau war der MTH 222 weniger geeignet. Stattdessen wurde er eher als Straßenschlepper oder zum stationären Antrieb von Dreschmaschinen, Häckslern und ähnlichen Maschinen genutzt. Die Kraftübertragung übernahm dabei ein Flachriemen, der über die angebaute Riemenscheibe gelegt wurde.
Angetrieben wird der MTH 222 von einem liegenden Einzylinder-Viertakt-Dieselmotor mit Verdampfungskühlung. Der Motor leistet 14 PS und beschleunigt den Schlepper auf bis zu 6 km/h. Das Getriebe ist über eine Rollenkette mit dem Motor verbunden; es hat zwei Vorwärtsgänge und einen Rückwärtsgang.